# Friedhelm Burkardt
Friedhelm Burkardt (* 4. August 1929 in Castrop-Rauxel; † 26. November 1998 in Nairobi, Kenia) war ein deutscher Psychologe und Professor für Arbeits- und Verkehrspsychologie.

## Leben und Werk
Burkardts Vater war Volksschullehrer. Burkardt selbst erhielt eine 4-jährige Volksschulbildung, wechselte dann zur Oberschule über und schloss 1950 mit dem Abitur ab.
Anschließend begann er das Psychologie-Studium in Erlangen. Nach dem vierten Semester wechselte er zur Universität St. Andrews (Schottland). Dort erhielt er Einblicke in die empirische Psychologie und ihre Methoden. Zurückgekehrt nach Deutschland, erwarb Burkardt im April 1955 das Diplom in Psychologie.
Nach dem Studium arbeitete er ab 1959 beim Technischen Überwachungsverein in Essen (TÜV). Dort führte er Eignungsuntersuchungen an Grubenlokomotivführern, Kraftfahrern, Schießmeistern, Betriebsstudienhauern und Bergleuten mit hoher Unfallzahl durch. Er beschäftigte sich daher mit der sog. „Unfällerpersönlichkeit“. Für das Verkehrsministerium untersuchte er in einer experimentellen Arbeit die Auswirkungen geringer Alkoholmengen auf die Fahrtüchtigkeit. Mit dieser Untersuchung promovierte Burkardt 1962 an der Mathematisch-Naturwissenschaftlichen Fakultät der Universität zu Köln bei Professor Udo Undeutsch.
1962 erhielt Burkardt die Leitung des Psychologischen Dienstes der Salzgitter Hüttenwerk AG.
Ab 1965 unternahm Burkardt Studien- und Vortragsreisen nach Süd-Afrika, bei denen die Frage der Personalführung im Vordergrund stand.
1973 wurde Burkardt auf den neu geschaffenen Lehrstuhl für Arbeits- und Verkehrspsychologie an der Johann Wolfgang Goethe-Universität Frankfurt am Main berufen. Dort wirkte er über zwei Jahrzehnte und engagierte sich u. a. als Dekan der Fakultät und als Geschäftsführender Direktor des Instituts für Psychologie. Auch als Hochschullehrer verband Burkardt Praxis und Theorie. Er betreute Dissertationen und eine große Anzahl von Diplomarbeiten.
Zu Burkardts Verbesserungsmaßnahmen gehörte seine Fünf-Stufen-Methode zur Verhaltensmodifikation bei Unfallschwerpunkten (1970). Dazu gehörte 1. Die Analyse von Unfallschwerpunkten, 2. die Festlegung von Verhaltensregeln, 3. die Entwicklung eines Maßnahmenplans, 4. dessen Realisierung und 5. die Wirkungskontrolle.
Das waren sinnvolle Schritte für den Praktiker, die abgearbeitet werden konnten. Die Fünf-Stufen-Methode wurde in die bundesweite Ausbildung der Fachkräfte für Arbeitssicherheit aufgenommen, sie war jahrzehntelang Teil der Ausbildung.
1957 heiratete Friedhelm Burkardt; der Sohn Albrecht Burkardt ist heute Professor für Geschichte an der Universität Limoges (Université de Limoges) in Frankreich.
Am 26. November 1998 starb Burkardt nach langer, schwerer Krankheit. Er ist begraben in der Nähe von Naru Moru am Mount Kenya.
Der wissenschaftliche Nachlass von Friedhelm Burkardt befindet sich im Psychologiegeschichtlichen Forschungsarchiv der FernUniversität in Hagen.

## Ausgewählte Publikationen
- Burkardt, F. (1964). Untersuchungen über die Wirkung geringer Alkoholmengen auf psychische Funktionen, die für das Kraftfahren von Bedeutung sind. Köln: Forschungsgemeinschaft Der Mensch im Verkehr.
- Burkardt, F., Schubert, G. & Schubert, U. (1970). Psychologie der Arbeitssicherheit. Koblenz: Bundesinstitut für Arbeitsschutz.
- Burkardt, F. (1992). Lernprozesse zur Arbeitssicherheit. Fünf-Stufen-Methode zur Verhaltensbeeinflussung an Unfallschwerpunkten. Grävenwiesbach: Verlag für Arbeitsschutz.
- Burkardt, F. & Colin, I. (1997). Zur Sicherheit führen: Motivation im Arbeitsschutz. Universum Verlag.